# عبد الله الكثيري
عبد الله الكثيري لاعب كرة قدم سعودي ، يلعب في مركز المهاجم .
كانت بداياته مع نادي الصقور و لعب بعدها لأندية الشعلة و النهضة و عاد بعدها إلى نادي الصقور .